# 제시 허치
제시 허치(Jesse Hutch, 1981년 2월 12일 ~ )는 캐나다의 배우이다.

## 출연 작품
- 마이 보이프렌즈 독스 (2014)
- 렛 잇 스노우 (2013)
- 하우 투 폴 인 러브 (2012)
- 스티븐 시걸의 리벤지 (2012)
- 스티븐 시걸의 비밀경찰 (2012)
- 위험한 남자 (2009)
- 타임 트랙 (2007)
- 인 허 라인 오브 파이어 (2006)
- 폴런 (2006)
- 나비 효과 (2004)
- 프레디 VS 제이슨 (2003)
- 스몰빌 (2001)